# Kyoto Journal of Mathematics
Kyoto Journal of Mathematics is een internationaal, aan collegiale toetsing onderworpen wetenschappelijk tijdschrift op het gebied van de wiskunde.
De naam wordt in literatuurverwijzingen meestal afgekort tot Kyoto J. Math.
Het tijdschrift wordt uitgegeven door Duke University Press namens de Universiteit van Kyoto.
Het is opgericht in 1961. Tot 2010 verscheen het onder de naam Journal of Mathematics of Kyoto University.